# Giuseppe Mazzini

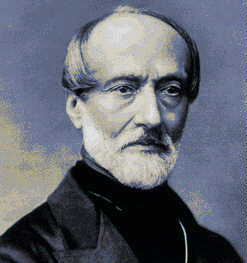
Giuseppe Mazzini

Giuseppe Mazzini (Genua, 22 juni 1805 – Pisa, 10 maart 1872) was een Italiaanse patriot, filosoof en politicus.
Mazzini behoort samen met Camillo Benso di Cavour en Giuseppe Garibaldi tot de drie Italiaanse staatslieden die Italië in de 19e eeuw hebben vormgegeven. Ook de koning van Piëmont en Sardinië, en later van Italië Victor Emanuel II was hiervoor erg belangrijk. Mazzini was een radicaal en republikein die maar één doel had: Italië eenmaken als republiek. Mazzini en zijn aanhang waren bij iedere poging tot revolutie, opstand, iedere politieke coup en alle mogelijke intriges, waar dan ook in Italië, 40 jaar lang betrokken. Zo was Mazzini betrokken bij de Romeinse Republiek (1849) en stond hij in 1860 in Napels bij Garibaldi's intocht.
Mazzini stond aan het hoofd van de beweging La Giovine Italia ("Jong Italië") die drie doelstellingen voor ogen had: het winnen van massa's voor de nationale staat, een nieuw en eengemaakt Italië en een overkoepelende samenwerking tussen alle naties in een democratische liga.